# José Banús
José Banús Masdeu (Masó (Tarragona) 1906-Madrid, 21 de septiembre de 1984) fue un empresario, constructor y promotor inmobiliario.

## Biografía
Era hijo y nieto de constructores. Fue a la escuela hasta los catorce años, edad en la que comenzó a trabajar con su padre, del que se desvinculó con la mayoría de edad. La familia se trasladó a Madrid y Banús, junto con su hermano Juan, formó la empresa Construcciones Molan y Banús que participó en la construcción del Valle de los Caídos, para lo cual se sirvió de presos por crímenes de sangre, que al principio cumplían penas, muchos se contrataron luego en régimen de trabajos voluntarios, que puso a su disposición el régimen franquista. En concreto, su empresa se dedicó a construir la carretera de acceso al complejo monumental del Valle de los Caídos. Era, según Nicolás Sánchez-Albornoz, el de "peor trato y fama" de entre los tres destacamentos penitenciarios de Cuelgamuros. A partir de entonces el volumen de sus negocios aumentó de una manera impresionante.
En 1962 se trasladó a la Costa del Sol y, al amparo de la Ley de Centros y Zonas de Interés Turístico Nacionales de 1963, desarrolló el Centro de Interés Turístico Nacional de Nueva Andalucía (Marbella) en la que se encuentra su joya de la corona y máximo exponente del turismo de la Costa del Sol, Puerto Banús.
José Banús era presidente de José Banús Sociedad Anónima (BANSA), Promotora y Financiera SA y a partir de los años 50 fue el propietario y promotor en una serie de barrios populares enteros de Madrid. Tal fue el caso del Barrio del Pilar (Madrid), San José de Valderas en Alcorcón, Tres Cantos (en Colmenar Viejo hasta 1991), Barrio de Mirasierra (Madrid) y Barrio de la Concepción (Madrid). La cercanía de Banús al régimen de Franco propició que en muchos casos los terrenos fueran expropiados a bajo precio o comprados como terrenos rústicos para después recalificarse, favoreciendo así los intereses del constructor.

## Premios y reconocimientos
Recibió numerosas condecoraciones, entre ellas la Medalla de Oro al Mérito en el Trabajo, la Gran Cruz del Mérito Civil y la Gran Cruz al Mérito Turístico.